# Ильин, Анатолий Алексеевич
Анатолий Алексеевич Ильин (28 ноября (23 марта) 1930, Москва, СССР) — советский футболист, нападающий. Мастер спорта СССР (1951).

## Биография
Воспитанник юношеской команды московского «Спартака», в 1948—1950 годах выступал за клубную и дублирующую команды.
В 1951—1953 — в команде города Калинина / МВО, после расформирования команды перешёл в московское «Торпедо», в котором за 4 сезона провёл 64 матча и забил 10 мячей.
В 1958 году играл за дубль московского «Локомотива».
В 1960—1961 годах выступал за белорусские клубы «Урожай» (Минск), «Беларусь» (Минск), «Красное Знамя» (Витебск).
В 1971 году работал начальником команды «Двина» (Витебск).
В 1953 году за ставшего бронзовым призёром чемпионата «Торпедо» провёл 6 матчей.
Финалист Кубка СССР 1951 года.
В 1952 году вошёл в список 33 лучших футболистов сезона под 3 номером.